# Пауль Меєр
Пауль Меєр (нім. Paul Meyer; 27 серпня 1917, Цоппот — ?) — німецький офіцер-підводник, оберлейтенант-цур-зее крігсмаріне.

## Біографія
3 квітня 1936 року вступив на флот. З листопада 1941 року — вахтовий офіцер на есмінці Z30. В липні-грудні 1942 року пройшов курс підводника. З грудня 1942 року — 2-й, з липня 1943 року — 1-й вахтовий офіцер на підводному човні U-505. Після самогубства командира човна капітан-лейтенанта Петера Чеха під час атаки глибинними бомбами 24 жовтня 1943 року прийняв командування U-505 і відірвався від есмінців-переслідувачів, після чого 7 листопада повернув човен в Лор'ян. 4 червня 1944 року U-505 був пошкоджений глибинними бомбами з ескортного міноносця Chatelain та обстрілу двох бомбардувальників «Вайлдкет» з ескортного авіаносця Guadalcanal, після чого був захоплений американцями. 1 член екіпажу загинув, 59 (включаючи Меєра) вціліли і були взяті в полон.

## Звання
- Кандидат в офіцери (3 квітня 1936)
- Морський кадет (10 вересня 1936)
- Фенріх-цур-зее (1 травня 1937)
- Оберфенріх-цур-зее (1 липня 1938)
- Лейтенант-цур-зее (1 травня 1940)
- Оберлейтенант-цур-зее (1 квітня 1943)